# Совершенно секретно (фильм)
«Совершенно секретно» (англ. Classified) — американский экшн-триллер режиссёра Роэля Рейне. Автором сценария стал Боб Дероза. Главные роли в фильме исполнили Аарон Экхарт, Тим Рот и Эбигейл Бреслин.

## Сюжет
На протяжении 20 лет ветеран ЦРУ Эван Шоу получал заказы на убийства через раздел объявлений в газетах. Его дочь, аналитик MI6, разыскивает отца, чтобы сообщить, что его босс мертв уже много лет. Вместе они отправляются на поиски того, кто на самом деле давал ему указания.

## В ролях
| Актёр           | Персонаж     |
| --------------- | ------------ |
| Аарон Экхарт    | Эван Шоу     |
| Тим Рот         | Кевин Англер |
| Эбигейл Бреслин | Кейси Уолкер |

## Производство
Фильм снимался на Мальте в апреле 2023 года, а в мае 2023 года было объявлено, что съемки фильма были завершены... Бреслин утверждала, что Экхарт был «агрессивен» в работе на съёмочной площадке, из-за чего она подала на него жалобу в профсоюз SAG-AFTRA, а создатели фильма подали на неё в суд.
С 22 октября фильм доступен на сервисе видео-по-запросу.

## Отзывы и оценки
Мэри Кассель из Screen Rant оценила фильм в 3 балла из 10.